# Atriplex barclayana
Atriplex barclayana är en amarantväxtart som först beskrevs av George Bentham, och fick sitt nu gällande namn av David Nathaniel Friedrich Dietrich. Atriplex barclayana ingår i släktet fetmållor, och familjen amarantväxter. Inga underarter finns listade i Catalogue of Life.